# Драматургическое действие
Драматургическое социальное действие, драматургическое действие — понятие социологии, социальное действие, ориентированное на формирование образа и впечатлений, что подразумевает прежде всего контроль своих действий и использование общепринятых образцов.

## Основы теории драматургического действия Ирвинга Гофмана
Драматургическое действие определяется как социальное действие, ориентированное на формирование образа и впечатлений, что подразумевает прежде всего контроль своих действий и использование общепринятых образцов.
На подход Гофмана оказали влияние Дж. Мид основоположник символического интеракционизма, теории, в рамках которой процесс общение состоит из передачи социальных символов, формирующихся в культуре. По мнению Мида, люди воспринимают  реальность непосредственно через символы и производят их во время общения, то есть в рамках символического интеракционизма рассматриваются интерпретации человеческого поведения через социально значимые символы. Еще одним автором, с которым связывают творчество Гофмана является Г. Блумер, по мнению которого символический интеракционизм основывается на трех постулатах: значения предметов и событий формируются сами индивидами, значения формируются и развиваются в самой социальной ситуации и сами значения придаются в результате интерпретации в интеракционном контексте.

### Вера в исполняемую партию
Существуют различные виды исполнений, основой для выделения которых является собственная вера индивида в тот образ реальности, который он формирует у публики. Автор выделяет два полюса веры в роль, где в одном случае исполнитель полностью убежден в реальность роли, а в другом случае исполнитель сам не заинтересован своей игрой, и его можно охарактеризовать в качестве циника. В таком случае основной целью исполнителя является манипуляция впечатлениями своей публики. Человека может в своем развитии двигаться от одной крайности к другой, «от неверия к вере» и наоборот, также можно выделить такое явление как «колебания веры», когда индивид движется от веры к цинизму и обратно. Важно, что каждая крайняя точка дает собственные возможности для защиты всего Я от аудитории, что так же является естественным процессом становления личности индивида.

### Передний план исполнения
Понятие о роли воплощается во второй натуре, которая является составной частью личности. Термин исполнение Гоффман определяет, как все проявления активности, тогда как передний план — стандартный набор средств, приемов, который используется индивидом во время исполнения.
Обстановка — это то неподвижное, что окружает исполнителя. К остановке может относиться не только мебель и сами декорации и реквизит, так называемые элементы фона, но и, например, расположение участников. Используя обстановку в качестве элемента своего исполнения, индивид может столкнуться с тем, что без той или иной обстановки, его образ уже будет не полным.
Личный передний план — это такие знаки, которые сопровождают исполнителя повсюду: отличительные знаки социального положения, пол, возраст, раса, жесты, речь и т. д. Стоит отметить, что некоторые из данных знаков являются изменчивыми, а какие — то устойчивы и неподвижны.
Внешний вид и манеры — знаковые сигналы, которые также являются частью переднего плана, где внешний вид является изменчивой переменной и относятся к социальному статусу. Манеры — это сигналы, которые предоставляют информацию о состоянии индивида в данный момент во время самого взаимодействия.

### Театральное воплощение
Исполнение своего образа требует от индивида постоянное подкреплении его фактами и знаками, что бы аудитория верила в искренность действия. Если существуют разногласия между образом и действием, то образ останется не четким и не вызовет требуемой реакции у публики. Все действия должны соответствовать общей логике заданного образа.

### Идеализация
В своем образе и действиях, которые его воплощают индивид стремиться к идеализации впечатления. Так, когда индивид формирует своей образ у других, его действия будут ориентированы, на то, чтобы они соотносились или являлись примерном тех ценностей, которые разделяются в обществе.

## Критика теории драматургического действия
Подход Гофмана, по мнению самого автора и научного сообщества, может применяться только к анализу действий на микроуровне и относится к анализу взаимодействия индивидов. Сам автор отмечал, что его модель недостаточна, потому что ее основным объектом анализа является «сцена», где действия «правдоподобно выдуманные», в то время как в жизни индивиды часто сталкиваются с неконтролируемыми событиями.
Кроме того, теории Гофмана долго рассматривались критиками как художественная литература, подвергалась сомнению их научность. По мнению критиков, Гофман в своих исследованиях игнорировал процедурные и методологические аспекты исследовательской работы. До сих пор остается открытым вопрос соотношения теории Гофмана с социологической традицией и продолжаются споры, о том к какому направлению в социологии относится его подход.
Подход Ирвинга Гофмана в научном сообществе обсуждается в рамках нескольких дискуссий. Во-первых, перед теоретиками стоит вопрос о том к какому направлению в социологической науке стоит относить концепцию Гофмана. Существует два основных подхода в рамках данной дискуссии: одни ученые считают, что подход стоит рассматривать, как наследие исследований символического интеракционизма Дж. Г. Мида и Г. Блумера, другие относят теорию к структуралистскому направлению в социологии, и считают, что интерпретация работ Ирвинга Гофмана должны быть пересмотрена. Кроме того, актуальным является вопрос применения теории к анализу взаимодействия социальных институтов, например, подход Гофмана лежал в основе описания Роберт Д. Бэнфорд и Скотт А. Хант деятельности общественных движений, цель которых, по мнению авторов, является транслирование власти. Также теория Гофмана рассматривается и в рамках проблемы рациональности и социальных действий Хабермаса в теории международных отношений, при этом акцент делается на том, что в рамках науки драматургическое действие рассматривается только в теории, но практическому анализу не подвергается. Объяснение драматургического и коммуникативного действия рассматривалось Хабермасом в теории трансформации публичной сферы. С его точки зрения, субъект интеракции пытается сформировать у публики определенный образ, данное действие не является спонтанным, а именно ориентированно на публику.